# 1385
Cette page concerne l'année 1385  du calendrier julien.
L'année 1385 est une année commune qui commence un dimanche.

## Événements
- En Birmanie, début de la « Guerre de Quarante ans » entre le royaume d'Ava et le royaume d'Hanthawaddy ; elle s'achève sans vainqueur en 1424.

### Europe
- 13 janvier : échec d'une conspiration contre le pape Urbain VI à Nocera[1]. Six cardinaux sont arrêtés et Urbain VI excommunie Charles Duras et sa femme Marguerite le 15. Charles Duras met le siège devant le château de Nocera où s'est réfugié le pape dès la fin du mois[2].
- 6 avril : début du règne de Jean Ier (João I°), roi du Portugal, fondateur de la dynastie d'Aviz (jusqu'en 1433)[3].
  - Les Cortes de Portugal se réunissent à Coïmbra en avril en vue d’imposer la solution prévue lors des engagements matrimoniaux de 1383. L’orateur du tiers état, João das Regras, convainc l’assemblée de la nécessité de confirmer la désignation populaire de Jean d’Avis : Jean Ier de Portugal, grand maître de l’ordre militaire d’Aviz et demi-frère de Ferdinand Ier de Portugal, lui succède après deux années de troubles. Il fera du Portugal une puissance de premier rang[4].
  - Nuno Álvares Pereira devient connétable de Portugal[3]. Le séfarade Mossé Navarro trésorier général du royaume[5].
- 12 avril : Jean sans Peur épouse Marguerite de Bavière à Cambrai[6].
- 1er mai : expiration de la trêve entre la France et l'Angleterre. Reprise de la guerre en Flandre[7].
- 6 mai : Gian Galeazzo Visconti prend le pouvoir à Milan (fin de règne en 1402)[8]. Ambitieux et sans pitié, il réussit à rassembler les différentes cités autour de Milan en un État centralisé sous son contrôle. Il renforce sa puissance par une politique matrimoniale avec les grandes familles européennes. Sa sœur épouse Lionel, duc de Clarence, second fils d’Édouard III d'Angleterre, et sa fille Valentine Visconti Louis, duc d’Orléans, union à l’origine des revendications françaises sur le Milanais.
- 21 mai : le jeune Louis II d'Anjou est investi du royaume de Naples par l'antipape d'Avignon Clément VII[9].
- 1er juin : expédition française en Écosse sous le commandement de l'amiral Jean de Vienne (fin en octobre)[10].
- 17 juillet : 
  - Charles VI de France épouse Isabeau de Bavière[7].
  - Prise de Damme par les Gantois[7].
- 1er août-18 septembre : Campagne de Charles VI en Flandre[7].
- 6 août : 
  - Début d'une campagne de Richard II d'Angleterre en Écosse. Il prend brièvement Édimbourg[11].
  - Création des duchés d'York et de Gloucester. Edmond de Langley devient duc d'York et Thomas de Woodstock duc de Gloucester[12].
- 8 août : le pape Urbain VI parvient à s'échapper de Nocera avec l'aide des troupes de Raymond des Ursins. Il se rend à Gênes le 23 septembre[2]

- 14 août : 

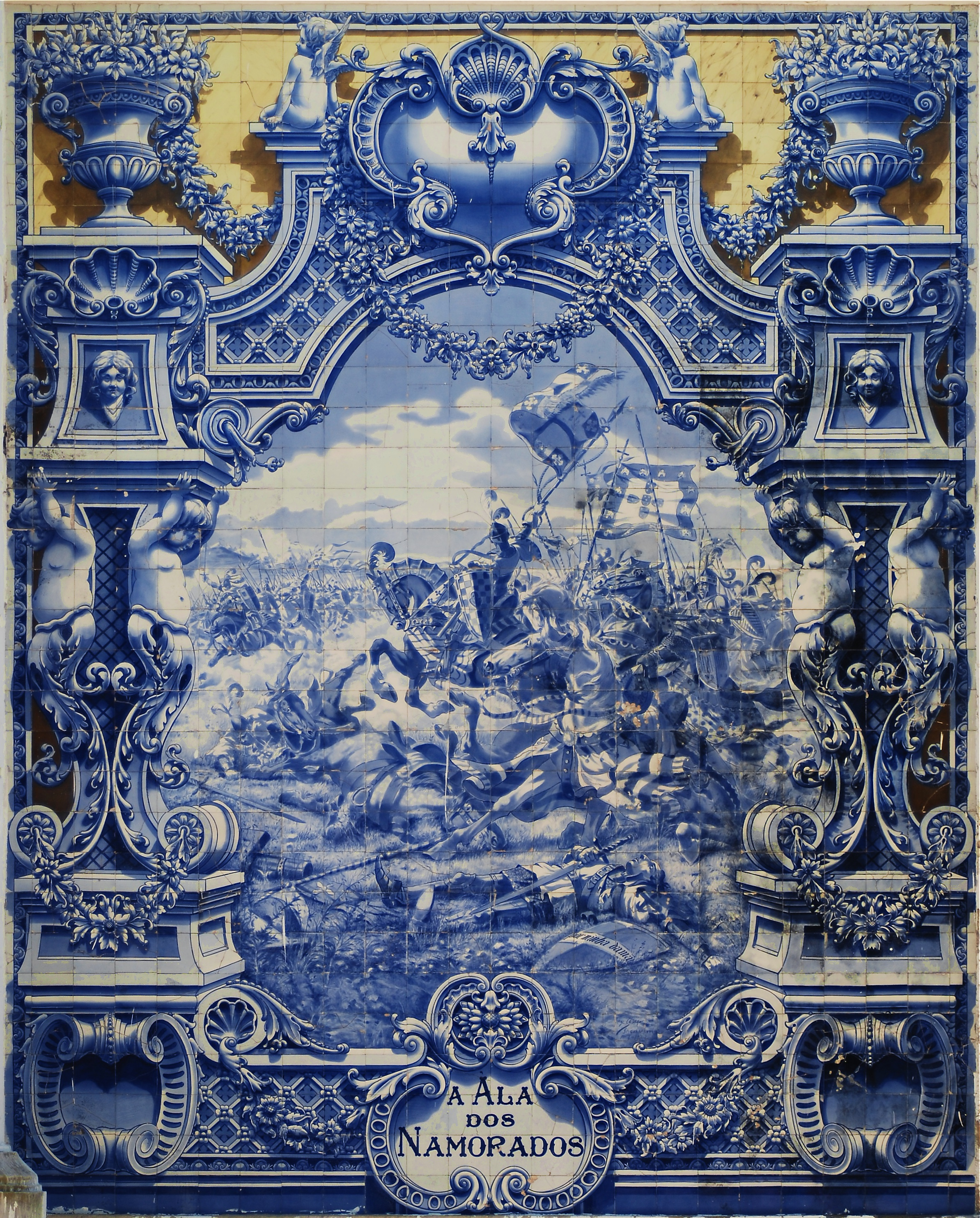
14 août : bataille d'Aljubarrota, azulejos de Jorge Colaço (1922).

  - Jean Ier de Castille, époux de Béatrix de Portugal, qui tentait de conquérir le royaume de sa femme, est vaincu à la bataille d'Aljubarrota, entre Leiria et Alcobaça, par Jean Ier de Portugal aidé par des archers Anglais[3].
    - Après la défaite d'Aljubarrota, les cortes de Valladolid créent le Conseil royal de Castille (instance judiciaire)[13].

  - Union de Krewo entre le grand-duché de Lituanie et le royaume de Pologne par l'alliance de Jagellon (Jagiello) et Jadwiga (Edwige) d'Anjou, héritière de la couronne polonaise[14].
    - Jagellon est adopté par la reine mère de Pologne, Élisabeth, veuve de Louis Ier d’Anjou, qui le fait baptiser dans la religion catholique (janvier 1386). Devenu Ladislas, il épouse Hedwige, la plus jeune fille du roi Louis, qui avait été couronnée en 1384 roi (rex) à Cracovie, à l’âge de dix ans. Il devient Ladislas II Jagellon.
- 18 août : Visite à Marseille de la reine Marie de Blois, veuve de Louis Ier d'Anjou-Provence et de son fils Louis II[15]. Les droits de Louis II sont reconnus par la majorité des seigneurs provençaux.
- 18 septembre : Défaite et mort du roi serbe de Zeta Balša II à la bataille de Savra[16], près de Berat. L’Albanie est envahie par les Ottomans (1385-1386).
- Octobre : Sigismond de Luxembourg épouse Marie Ire de Hongrie, fille de Louis Ier de Hongrie[17].
- 15 décembre[18] : les De la Pole deviennent comtes de Suffolk par la faveur royale (ducs en 1448).
- 18 décembre : 
  - Philippe le Hardi, oncle du roi de France, met fin à la révolte des Gantois et se fait reconnaître comte de Flandre à la paix de Tournai[7].
  - Bernardo Visconti est empoisonné par son neveu Gian Galeazzo Visconti[8].
- 31 décembre[19] : couronnement de Charles de Duras (1345-1386), roi de Hongrie. Il conteste les droits à la couronne de Marie Ire de Hongrie. Les partisans de Marie, au premier rang desquels se trouve la famille Cillei, font appel à Sigismond de Luxembourg qui rétablit Marie dans ses droits et l’épouse.

- Murad Ier chasse les Bulgares de Sofia[20].